# Čučkovo
Čučkovo (in russo Чучково?) è un insediamento di tipo urbano della Russia europea centrale, situato nell'oblast' di Rjazan'; è il centro amministrativo del distretto Čučkovskij.
Si trova 120 km (in linea d'aria) a sud-sud-est di Rjazan'.